# Wilhelm (Olmütz)
Wilhelm (* vor 1233; † frühestens 1263) war Elekt von Olmütz.

## Leben
Über Wilhelms Herkunft ist nichts bekannt. Er besaß den akademischen Grad eines Magisters, war Domherr von Olmütz und bekleidete 1233–1240 die Position eines Notars am Hofe des Königs Wenzel I. Nach dem Tod des Olmützer Bischofs Robert wählte ihn das Domkapitel 1241 zu dessen Nachfolger, jedoch machte der Mainzer Erzbischof Siegfried von Eppstein, zu dessen Kirchenprovinz das mährische Olmütz gehörte, von seinem Besetzungsrecht Gebrauch und ernannte und konsekrierte mit Zustimmung König Wenzels Konrad von Friedberg zum Bischof von Olmütz.
Da auch König Wenzel der Ernennung Konrads zustimmte, gelang es dem Domkapitel nicht, seinen Kandidaten Wilhelm durchzusetzen. Nachdem Papst Innozenz IV. 1245 auf dem Ersten Konzil von Lyon Wilhelm zur Resignation bewegen konnte, war Wilhelm von 1249 bis 1262 Notar des Markgrafen und ab 1253 böhmischen Königs Ottokar II. Přemysl.
Wilhelm wird letztmals 1263 erwähnt, sein Todesjahr und sein Bestattungsort sind nicht bekannt.